# Domenico Portera
Domenico Portera (Cefalù, 25 maggio 1932 – Cefalù, 24 marzo 2006) è stato uno storico e saggista italiano.

## Biografia
Nacque in una famiglia di umili origini: il padre Pasquale, barbiere, e la madre Giuseppa Bellipanni abitavano in Corso Ruggero, una delle strade principali della cittadina normanna.
Giovanissimo fu costretto ad abbandonare gli studi e cercare fortuna negli Stati Uniti d'America per aiutare economicamente la famiglia che si era indebitata per far fronte alla malattia del fratello Antonino morto all'età di vent'anni.
Negli Stati Uniti studiò presso la Missouri State University di Saint Louis nel Missouri lavorando contemporaneamente in un'industria tessile. Successivamente entrò a far parte dell'organizzazione sindacale AFL-CIO del settore tessile. Qui prese a cuore e si interessò alla situazione degli operai italiani e alle loro problematiche all'interno della fabbrica.
Molti giornali americani dell'epoca tra i quali  il “The Iowa Federation” e lo “Student  life” si occuparono delle sue battaglie in favore degli operai. Dal 1957 al 1959 fu l'unico siciliano a far parte del programma internazionale di scambi culturali con l'America (Comitato Nazionale di Produttività).
Negli  anni dal 1959 al 1961, chiusa la parentesi americana, lavorò a Roma nei settori sindacali e cooperativistici della UIL e dell'Associazione Generale delle Cooperative Italiane. In questo periodo entrò a far parte della Direzione Nazionale della Federazione Giovanile Repubblicana divenendo collaboratore personale dell'onorevole Randolfo Pacciardi già Ministro della Difesa e segretario nazionale del Partito Repubblicano Italiano.
Nel 1961 rientrato in Sicilia conseguì la Laurea in Lettere e Filosofia, presso l'Università di Messina, con il massimo dei voti con una tesi di laurea sulla filosofia morale di Giuseppe Mazzini di cui fu sempre un profondo estimatore e grande conoscitore tanto da venire chiamato quale oratore ufficiale a Grenchen, in Svizzera, e relatore presso il centro universitario di Zurigo, sul tema “Cospirazioni democratiche di Sicilia”, in occasione del centenario della morte di Giuseppe Mazzini.
Nel 1964 si sposò a Cefalù con Rosalia Rinaudo e da tale unione nacquero i figli Pasquale, Salvatore, Massimo e Roberto.
Fu docente prima nella scuola secondaria di primo grado e poi all'Istituto superiore l'I.T.C.  Jacopo del Duca di Cefalù dal 1963 al 1992.
Dal 1963 al 1988 fu consigliere comunale, eletto nel Partito Repubblicano Italiano ricoprendo vari incarichi tra cui quello di Assessore e di vice sindaco di Cefalù (1976-1978). A lui si deve la nascita dell'Istituto Alberghiero di Stato di Cefalù durante la carica di Assessore alla Pubblica Istruzione.
Nel 1977, per non lasciare la sua terra e la sua cittadina, rifiutò l'incarico all'Università di Berna per l'insegnamento della Letteratura Italiana su invito dall'Ambasciatore Italiano e del Preside della Facoltà di Letteratura Italiana.
Nel 1993 fu nominato direttore della biblioteca “Fra Gesualdo da Bronte” del Santuario Maria Santissima di Gibilmanna e nel 2000 presidente della Fondazione Museo Mandralisca, a cui teneva molto perché la reputava carica importantissima per un cefaludese.
Nel corso della sua vita fece parte della sezione della "Dante Alighieri" di Zurigo, dell'Accademia Tiberina di Roma, dell'Accademia Internazionale Medicea di Firenze e dell'Accademia Angelica Costantiniana di lettere arti e scienze di Roma.
Come pubblicista collaborò alle riviste ufficiali delle Accademie: Scire sapientiam e Pianeta Uomo, Associazione Mazziniana, Voce Repubblicana, Rivista di filosofia e storia - il pensiero Mazziniano, Noi… italiani (Giornale Italo Svizzero), Incontri (rivista culturale italo-olandese), Ordine Civile e Stato (riviste dirette, nel tempo, da Gianni Baget Bozzo), L'Apostolato Popolare (diretto nel tempo da Randolfo Pacciardi e da Giano Accame), Nuova Repubblica, Araldi (bollettino delle opere dei frati cappuccini di Messina), Giorni Nuovi (rassegna di politica e storia), Mezzogiorno, L'eco di Gibilmanna e Il Corriere della Madonie.
Si occupò anche di associazionismo, a cui credeva profondamento per l'alto valore educativo nei confronti delle nuove generazioni, e per questo fu anche per diversi anni presidente dell’Associazione Musicale Santa Cecilia. L'ultima sua creatura fu il Centro di cultura Polis kephaloidion di Cefalù che guidò dal 1999, in qualità di presidente, fino alla sua morte. In seguito il centro ha istituito il Premio letterario Domenico Portera.
L'Amministrazione comunale di Cefalù ha voluto suggellare l'attaccamento alla sua città, intitolando una via della cittadina normanna allo storico Domenico Portera. La cerimonia di intitolazione è avvenuta il 25 maggio 2014 che coincide con l'anniversario della sua nascita.

## Opere[6]
- I comuni della provincia di Palermo, Editori Laterza, Bari
- Una gemma nelle Madonie: Pollina tra arte gaginiana e storia, Pubblisicula, Palermo
- Mazzini nel pensiero e nella storia, Vittorietti, Palermo, 1968
- Seminario serafico, edizione Vittorietti, Palermo, 1970
- Antologia di scritti filosofici di mazziniani, Vittorietti, Palermo, 1971
- Crescimbeni maestro dell'Arcadia edizione il Triangolo, Palermo, 1972
- Cospirazioni democratiche in Sicilia 1820-1860, edizione Giorni Nuovi, Cefalù, 1973
- Adamo Michiewicz – la forza della parola, editore Lorenzo Misuraca, Cefalù, 1973
- Cefalù e Gibilmanna nello sviluppo del monachesimo siciliano,  edizione UTI, Palermo, 1974
- Gibilmanna monte della fede, edizione Lorenzo Misuraca, Cefalù
- E le pietre parlarono – Miti e leggende di Sicilia, Vittorietti, Palermo
- I disadattati - scienza emendativa e legislazione sociale, con Giovanni Di Cesare, edizioni Lorenzo Misuraca, Cefalù, 1975
- Sicilia antifascista, edizione Lorenzo Misuraca, Cefalù, 1976
- Cefalù, la città di Ruggero - la storia, i monumenti, l'ambiente, Arti grafiche siciliane, Palermo, 1977
- Io l'occulto, edizione Lorenzo Misuraca, Cefalù, 1977
- I poteri occulti dell'uomo, edizione Lorenzo Misuraca, Cefalù, 1978
- Cefalù, la ville de Ruggero - l'histoire, les monuments, le milieu, Lorenzo Misuraca, Cefalù, 1979 (in lingua francese)
- Olimpiadi, edizione Lorenzo Misuraca, Cefalù, 1980
- Lu ribellamentu di Sichilia – documenti più significativi della Tradizione popolare dal 1282-1882 nel VI Centenario dei vespri siciliani, con Tindaro Gatani, edizione  Lorenzo  Misuraca, Cefalù, 1982
- Tra Lo zolfo e l'incenso – breve storia dei rapporti tra chiesa e Massoneria, La bottega di Hefesto, Palermo, 1982[7]
- Lu ribellamentu di Sichilia - documenti più significativi nei rapporti tra stato e Chiesa Francia e Italia con Tindaro Gatani, Lorenzo Misuraca, Cefalù, 1984
- Cefalù: inchiesta sulle condizioni sociali ed economiche 1875-76, edizione Pungitopo, Messina, 1985
- Compendio della vita e delle gesta di Giuseppe Balsamo, denominato il conte Cagliostro, La Bottega di Hefesto, Palermo, 1986
- Il Vangelo secondo un massone, edizione Pungitopo, Messina, 1987
- Cefalù - memorie storiche, La Bottega di Hefesto, Palermo, 1988
- Palermo a Palermo, Logos, Palermo
- La cucina di Paolo Cascino edizione Lorenzo Misuraca, Cefalù
- Cefalù al di là della storia, La  Bottega di Hefesto, Palermo
- Quale Cefalù? con Nicola Imbraguglio, edizione U.T.I., Palermo
- Luce ed amore, La Bottega di Hefesto, Palermo